# Temnora scitula
Temnora scitula är en fjärilsart som beskrevs av Holland 1889. Temnora scitula ingår i släktet Temnora och familjen svärmare. Inga underarter finns listade i Catalogue of Life.